# Georg Christoph Conradi
Georg Christoph Conradi (* 8. Juni 1767 in Rössing; † 16. Dezember 1798) war ein deutscher Mediziner.
1789 erlangte er den Grad eines medizinischen Doktors und war daraufhin als praktischer Arzt in Hameln tätig. 1792 wurde er in Northeim zum Stadtphysikus ernannt.
Bekannt wurde er durch seine Forschungen mit dem Ergebnis, ein angeschnittener Grauer Star könnte von der wässerigen Feuchtigkeit aufgelöst und aufgesogen werden. Somit entwickelte er eine Operationstechnik, auf deren Grundlage noch Jahrzehnte nach seinem Tod Augentropfen unter der Bezeichnung Conradi’sches Augenwasser gebräuchlich waren.

## Werke
- Bemerkungen über einige Gegenstände der Ausziehung des grauen Staars (1791)
- Taschenbuch für Aerzte (1793)
- Auswahl aus dem Tagebuch eines praktischen Arztes (1794)
- Handbuch der pathologischen Anatomie (1796)